# Arquidiocese de Cabo Haitiano
A Arquidiocese de Cabo Haitiano (Archidiœcesis Capitis Haitiani) é uma circunscrição eclesiástica da Igreja Católica situada em Cabo Haitiano, Haiti. Seu atual Arcebispo é Launay Saturné. Sua Sé é a Cathédrale Notre-Dame de l’Assomption.
Possui 44 paróquias servidas por 83 padres, contando com 1.600 mil habitantes, com 51,7% da população jurisdicionada batizada.

## História
A diocese de Cap-Haïtien foi erigida em 3 de outubro de 1861 com bula papal Vel a primis do Papa Pio IX, com território desmembrado da Arquidiocese de Santo Domingo. Ela era originalmente sufragânea da Arquidiocese de Porto Príncipe.
Em 20 de abril de 1972 cedeu uma parte do seu território para a criação da Diocese de Hinche.
Em 7 de abril de 1988 a diocese foi elevada à categoria de arquidiocese metropolitana com a bula Qui pro Nostro do Papa João Paulo II.
Em 31 de janeiro de 1991 cedeu outra porção de território para a criação da diocese de Fort-Liberté.

## Prelados
|                          | Nome                                         | Período    | Notas                               |
| Arcebispos               | Arcebispos                                   | Arcebispos | Arcebispos                          |
| ------------------------ | -------------------------------------------- | ---------- | ----------------------------------- |
| 5º                       | Launay Saturné                               | 2018-atual |                                     |
| 4º                       | Max Leroy Mésidor                            | 2014-2017  | Nomeado Arcebispo de Porto Príncipe |
| 3º                       | Louis Kébreau, S.D.B.                        | 2008-2014  | Arcebispo emérito                   |
| 2º                       | Hubert Constant, O.M.I. †                    | 2003-2008  |                                     |
| 1º                       | François Gayot, S.M.M. †                     | 1988-2003  |                                     |
| Arcebispo-coadjutor      |                                              |            |                                     |
|                          | Max Leroy Mésidor                            | 2013-2014  |                                     |
| Bispos                   |                                              |            |                                     |
| 5º                       | François Gayot, S.M.M. †                     | 1974-1988  |                                     |
| 4º                       | Albert François Cousineau, C.S.C. †          | 1953-1974  |                                     |
| 3º                       | Jean-Marie Jan †                             | 1929-1953  |                                     |
| 2º                       | François-Marie Kersuzan †                    | 1886-1929  |                                     |
| 1º                       | Constant-Mathurin Hillion †                  | 1872-1886  | Nomeado Arcebispo de Porto Príncipe |
| Bispo-coadjutor          |                                              |            |                                     |
|                          | Albert François Cousineau, C.S.C.            | 1951-1953  |                                     |
|                          | Jean-Marie Jan                               | 1924-1929  |                                     |
| Bispo-auxiliar           |                                              |            |                                     |
|                          | Paul-Maurice Choquet, C.S.C.                 | 1959-1967  |                                     |
| Administrador Apostólico |                                              |            |                                     |
|                          | Alexis-Jean-Marie Guilloux (Guillons) †      | 1870-1872  |                                     |
|                          | Martial-Guillaume-Marie Testard du Cosquer † | 1861-1869  |                                     |